# Horvát Tudományos és Művészeti Akadémia
Horvát Tudományos és Művészeti Akadémia (horvátul: Hrvatska akademija znanosti i umjetnosti, rövidítve HAZU) a legfelsőbb tudományos intézmény Horvátországban.
A Horvát Tudományos és Művészeti Akadémiát Josip Juraj Strossmayer diakovári püspök védnöksége alatt alapították Jugoszláv Tudományos és Művészeti Akadémia (Jugoslavenska akademija znanosti i umjetnosti, rövidítve: JAZU) néven, mivel alapítója az egész délszláv régió központi tudományos és művészeti intézményévé kívánta tenni. Napjainkban fő célja a tudományos munka ösztönzése, szervezése, az elért eredmények alkalmazása, a művészeti és kulturális tevékenység fejlesztése, a horvát kulturális örökség terjesztése és világviszonylatban való érvényesítése, a tudományos kutatás és a művészi kreativitás eredményeinek publikálása, javaslattétel, illetve véleményezés a Horvátország számára különösen fontos területeken a tudomány és a művészeti élet előmozdítása érdekében.
Az akadémia kilenc osztályra oszlik; társadalomtudományok, matematikai, fizikai és kémiai tudományok, természettudományok, orvostudományok, filológiai tudományok, irodalom, képzőművészet, zeneművészet és zenetudomány, műszaki tudományok. Az Akadémia 1866-ban 16 rendes taggal kezdte meg tevékenységét, amelyek száma mára 160-ra nőtt. A rendes tagok mellett tiszteletbeli, levelező vagy társult tagok is lehetnek.

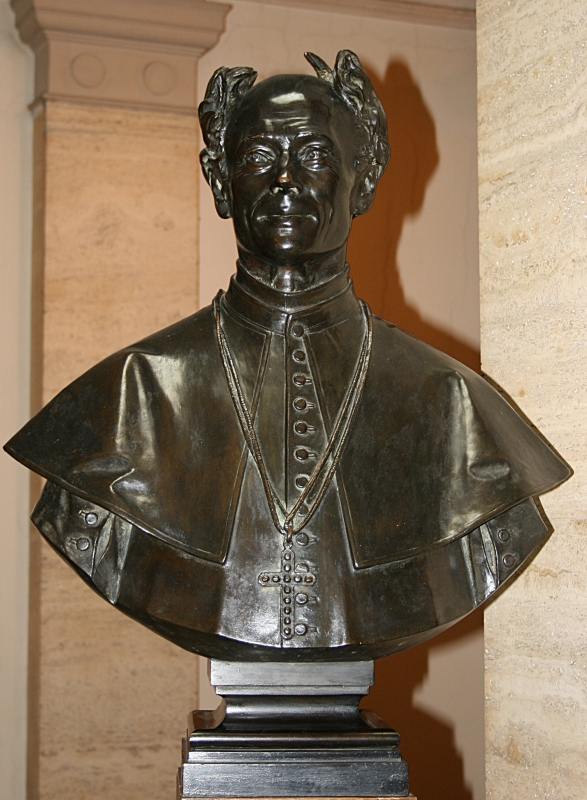
Az alapító Strossmayer püspök mellszobra az akadémián

## Története
Az intézményt 1861. április 29-én alapították Zágrábban a horvát parlament, a szábor határozatával Jugoszláv Tudományos és Művészeti Akadémia néven. Josip Juraj Strossmayer püspök, aki a 19. századi horvát nemzeti újjászületés idején a horvát felsőoktatás és tudományos élet felvirágoztatásának nagyhatású szószólója volt, erre a célra pénzalapot hozott létre, és 1860. december 10-én ötvenezer forint anyagi hozzájárulás kíséretében beadványt nyújtott be Horvátország akkori bánjának, Josip Šokčevićnek. Példáját hamarosan egész Horvátország követte. Az újonnan megválasztott horvát parlament 1861. április 15-én egyhangúlag elfogadta és védnöksége alá helyezte Strossmayer javaslatát a Tudományos Akadémia létrehozására. Ezután elfogadták az akadémia alapszabályát törvényjavaslat formájában elküldték a királynak, amely csak 1863. augusztus 7-én erősítette meg azt azzal a kéréssel, hogy a bécsi politikai tényezők sajátos érdekei miatt a szövegben bizonyos kifejezéseket módosítsanak. Az 1865-ben újonnan megválasztott parlament felülvizsgálta a szabályzatot, de a király a Jugoszláv Tudományos és Művészeti Akadémia nagymértékben módosított szabályzatát csak 1866. március 4-én hagyta jóvá.  Közvetlenül ezután az uralkodó megerősítette az Akadémia első 14 rendes tagját. Ez az alapszabály a második világháború kezdetéig változatlan maradt.

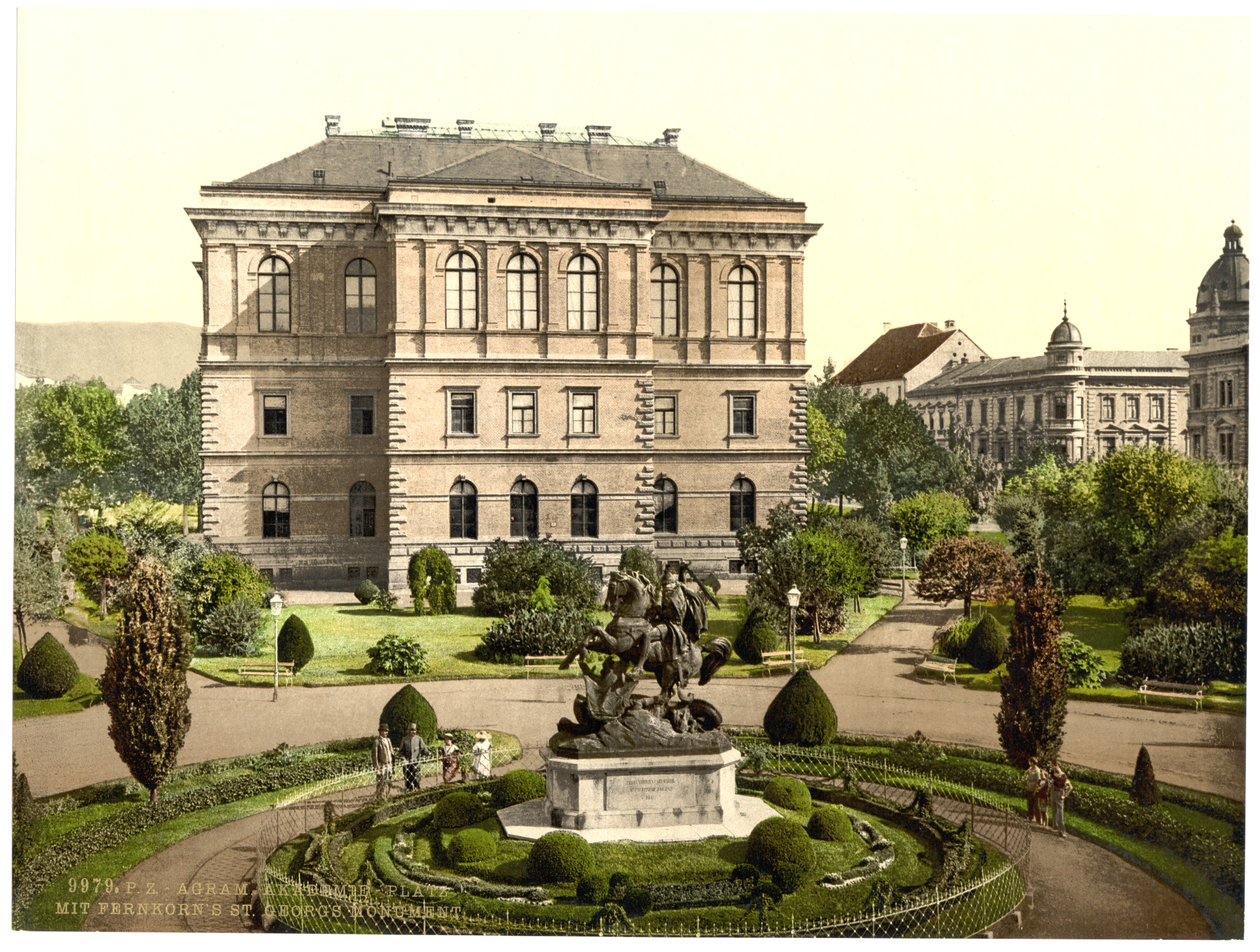
Az akadémia épülete az 1890-es években

Az 1866. július 26-i ülésen a tagok elfogadták az eljárási szabályzatot, és védnöküknek Josip Juraj Strossmayert, első elnöküknek pedig Franjo Rački kanonokot és történészt választották. Három osztályt hoztak létre: a történeti-filológiai, filozófiai-jogi és a matematikai-természeti osztályt. Az akadémia főtitkárává Đuro Daničićot választották.
A gyarapodó alapnak köszönhetően 1919 óta működik művészeti osztály, a könyvtár és levéltár, ahol különösen értékes a glagolita kéziratgyűjtemény, mely a világon a legnagyobbak közé tartozik. Strossmayer püspök ajándékának köszönhetően az akadémia Zrínyi téri épületében 1884-ben megnyílt a Strossmayer Régi Mesterek Galériája, mely 256 műalkotást tartalmaz. Az akadémia 1867-től adja ki a „Rad” tudományos folyóiratot. 1882-ben az akadémia egyes tudományos osztályai saját folyóiratokat kezdtek nyomtatni. 1887-ben az akadémia kiadta az első évkönyvet, valamint számos egyéb történelmi és néprajzi kiadványt.
Az akadémia 1941 és 1945 között Horvát Tudományos és Művészeti Akadémia néven működött, majd visszakapta régi nevét. 1991-től ismét Horvát Tudományos és Művészeti Akadémia a hivatalos neve.

## Tagsága
Az akadémia tagjai tiszteletbeli, rendes és levelező tagok, valamint a társult tagok. Az akadémia 1866-ban indult 16 teljes jogú taggal, ma már 160 tagja lehet, bár ezt a számot még soha nem érte el. 2022. január 1-jén 123 rendes tagja volt.
- Rendes taggá választható az a tudós vagy művész, aki a Horvát Köztársaság állampolgára, akinek a tudomány vagy a művészet terén elért eredményeit és munkásságát általában magas értékük miatt elismerik.[2]

- Tiszteletbeli tag lehet az a magánszemély, aki különösen elismert a tudomány és a művészetek fejlődésében és előmenetelében.[2]

- Levelező taggá a főszabály szerint a Horvát Tudományos és Művészeti Akadémiával valamilyen formában együttműködő kiemelkedő külföldi tudósokat és művészeket választják. Köztük sokan a tudomány és a művészet legmagasabb díjaival rendelkeznek. Legfeljebb 160 levelező tag lehet.[2]

- Társult taggá a Horvát Köztársaságból általában fiatalabb tudósokat vagy művészeket választanak, számuk legfeljebb 100 fő lehet.[2]

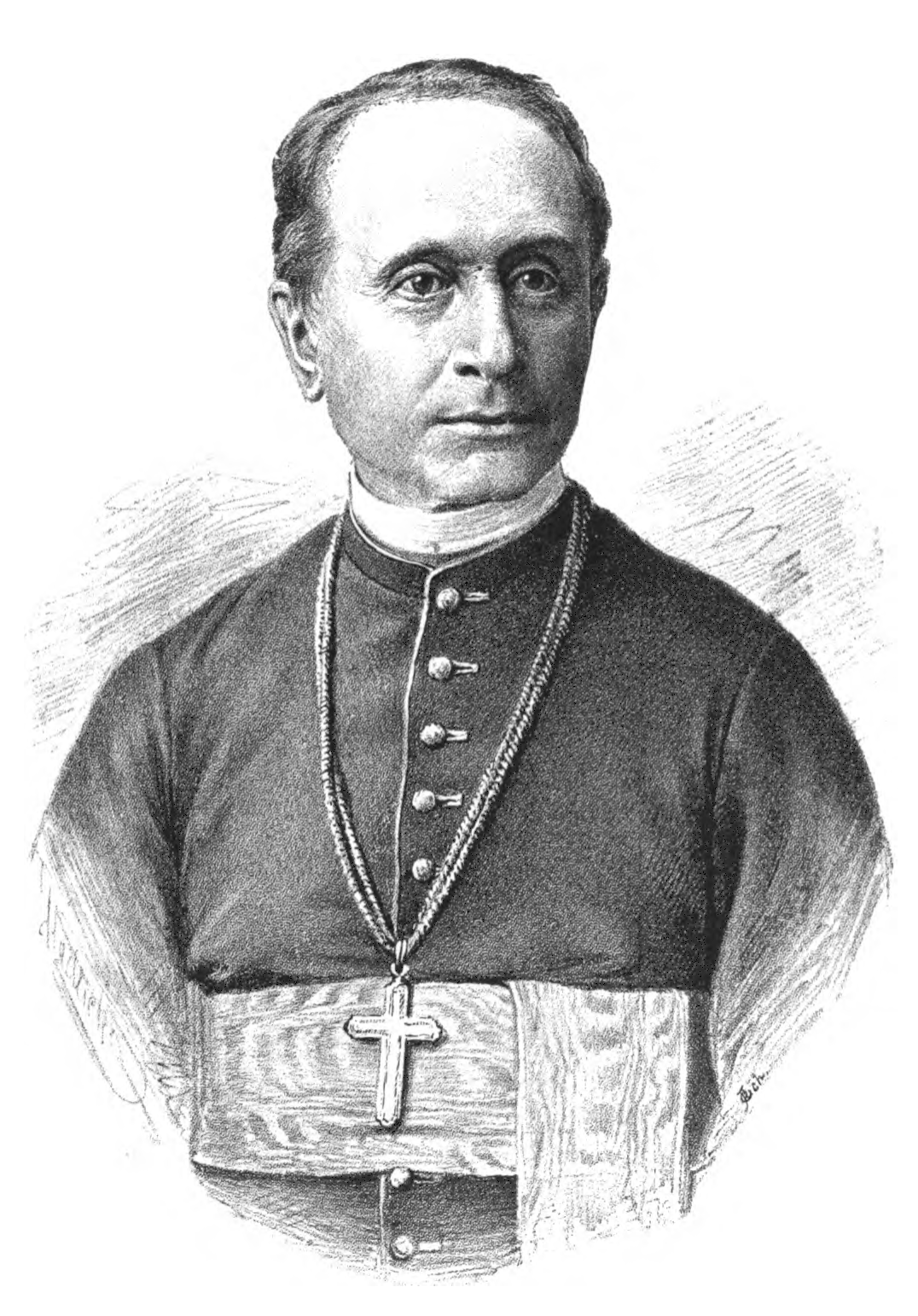
Franjo Rački az akadémia első elnöke

## Elnökei
- Franjo Rački (1866. – 1886.) – JAZU
- Pavao Muhić (1887. – 1890.) – JAZU
- Josip Torbar (1890. – 1900.) – JAZU
- Tadija Smičiklas (1900. – 1914.) – JAZU
- Tomislav Maretić (1914. – 1918.) – JAZU
- Vladimir Mažuranić (1918. – 1921.) – JAZU
- Gustav Janeček (1921. – 1924.) – JAZU
- Gavro Manojlović (1924. – 1933.) – JAZU
- Albert Bazala (1933. – 1941.) – JAZU
- Tomo Matić (1942. – 1945.) – HAZU
- Andrija Štampar (1947. – 1958.) – JAZU
- Grga Novak (1958. – 1978.) – JAZU
- Jakov Sirotković (1978. – 1991.) – JAZU
- Ivan Supek (1991. – 1997.) – HAZU
- Ivo Padovan (1997. – 2003.) – HAZU
- Milan Moguš (2004. – 2010.) – HAZU
- Zvonko Kusić (2011. – 2018.) – HAZU
- Velimir Neidhardt (2019. – ) – HAZU [3]

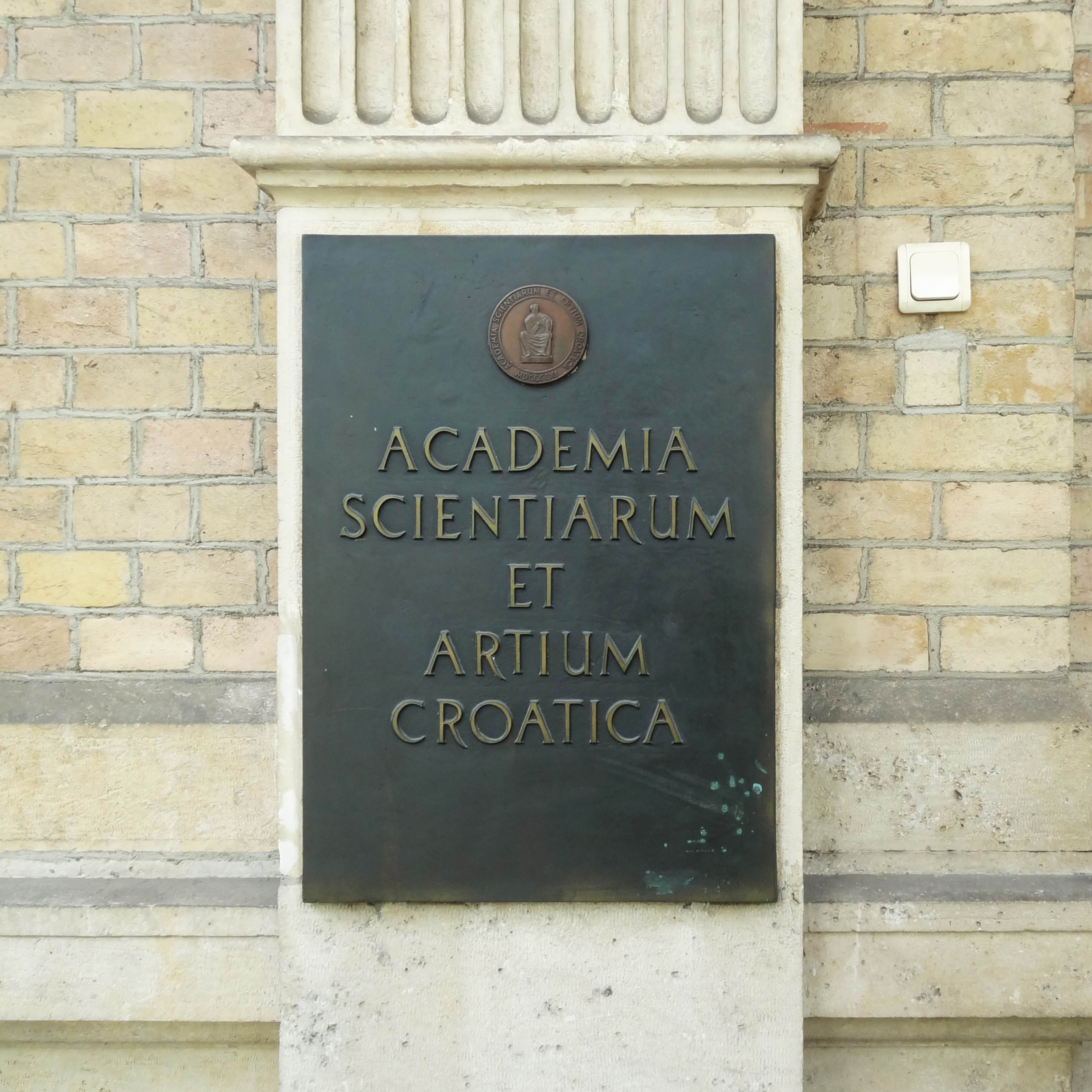
Az akadémia cégtáblája

## Osztályai
- Társadalomtudományi Osztály
- Matematikai, Fizikai és Kémiai Tudományok Osztálya
- Természettudományi Osztály
- Orvostudományi Osztály
- Filológiai Tudományok Osztálya
- Irodalmi Osztály
- Képzőművészeti Osztály
- Zenei és Zenetudományi Osztály
- Műszaki Tudományok Osztálya[4]

## Az akadémia kutatóintézetei
Az Akadémiának Zágrábban és Zágrábon kívül is vannak tudományos kutatási és művészeti egységei, amelyek általában az egyes osztályok irányítása alá tartoznak. Vezetőiket az osztályok javaslatára a Horvát Tudományos és Művészeti Akadémia elnöksége nevezi ki. A tudományos kutatási egységek a következők:

- Történet- és Társadalomtudományi Intézet
- Építészeti és Urbanisztikai Kabinet és Képzőművészeti Levéltár
- Jog-, Politika- és Szociológiai Kabinet
- Adria Intézet
- Tudománytörténeti és Tudományfilozófiai Intézet
- Madártani Intézet
- Paleontológiai és Geológiai Intézet
- Horvát Irodalom-, Színház- és Zenetörténeti Intézet
- Nyelvtudományi Kutatóintézet
- Immunológiai és Tumor Genetikai Intézet
- Antropológiai Központ

- Közlekedési Intézet

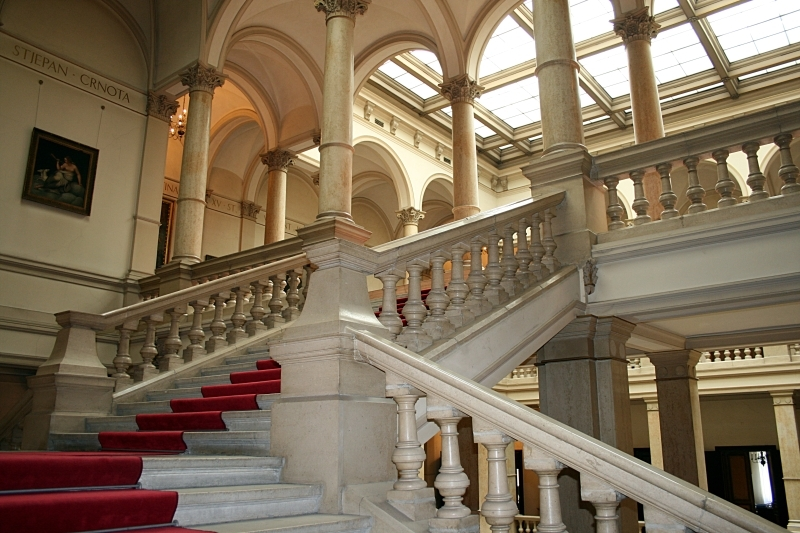
Az akadémia belső tere

- Zárai Történettudományi Intézet (Zára)
- Fiumei Történet- és Társadalomtudományi Intézet (Fiume)
- Dubrovniki Történettudományi Intézet (Dubrovnik)
- Korrózió és Sótalanítás Kutatóintézet
- Tudományos és Művészeti Kutatóintézet (Eszék)
- Spliti Tudományos és Művészeti Intézet (Split)
- Tudományos Kutató Intézet (Varasd)
- Belovári Tudományos Kutató és Művészeti Intézet (Belovár)

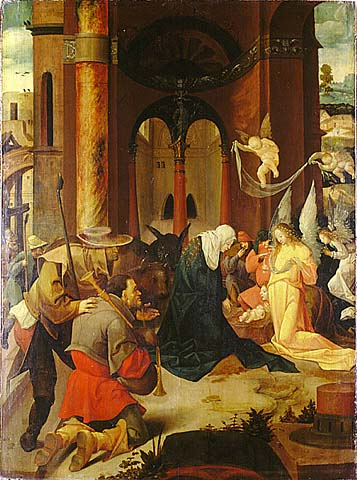
Jan de Cock alkotása a Strossmayer Régi Mesterek Galériában

- Pozsegai Tudományos és Művészeti Intézet (Pozsega)
- Tudományos Kutatóközpont (Vinkovce)
- Vukovári Tudományos Kutató és Művészeti Intézet (Vukovár)
- Tudományos és Művészeti Kutatóintézet (Kőrös)
- Orvosbiológiai Tudományok Intézete, (Fiume)
- Diakovári Tudományos és Művészeti Intézet (Diakovár)
- Tudományos Kutató és Művészeti Művészeti Intézet (Nagygorica)

## Múzeumok és galériák
- Horvát Tudományos és Művészeti Akadémia Gliptotékája
- Grafikai kabinet
- Horvát Építészeti Múzeum
- Horvát Orvosi és Gyógyszerészeti Múzeum
- Strossmayer Régi Mesterek Galériája
- Baltazar Bogišić Múzeum és Gyűjtemény (Cavtat)
- Maximilian Vanka Emlékgyűjtemény (Korčula)[5]

## Egyéb belső egységek
- Horvát Tudományos és Művészeti Akadémia Levéltára
- Horvát Tudományos és Művészeti Akadémia Könyvtára
- Trsteno Arborétum
- HAZU Alapítvány[5]